# Marcelo Xavier (delegado)
Marcelo Augusto Xavier da Silva (Adamantina, 1976) foi um delegado da Polícia Federal que presidiu a Fundação Nacional dos Povos Indígenas (Funai) durante o governo Bolsonaro.

## Formação
É Técnico em Agropecuária pela Fundação Shunji Nishimura de Tecnologia, bacharel em Direito pelo Centro Universitário das Faculdades Metropolitanas Unidas (UNIFMU) e pós-graduado em Ciências Criminais na Universidade Anhanguera (UNIDERP). Também possui graduações em Direito Constitucional, Direito Administrativo e Antropologia.

## Carreira

### Polícia Federal
Atuou como delegado da Polícia Federal (PF) nas cidades de Cáceres, Sinop e Barra do Garças. Ele não passou em seu primeiro teste psicotécnico para a ingressão na PF, mas passou no seguinte, em 2004. Ele recorreu na justiça e entrou na polícia em 2008. Foi investigado em dois Processo Administrativo Disciplinares, um por ter aberto investigação contra o ex-marido de sua mulher e outro por supostamente ter desacatado um procurador do Ministério Público Federal. Em 2014, foi afastado de uma operação de desocupação de não-índios na terra indígena Marãiwatsédé, por ter ficado ao lado dos invasores, contra o povo xavante.

### CPI da Funai e Incra
Em 2016, foi consultor na CPI da Funai e Incra por convite do agronegócio.

### Ouvidor da Funai
Atuou como ouvidor da Funai entre 2017 e 2018. Durante sua atuação, se posicionou contra grupos de povos indígenas.

### Assessor de governo
Durante o governo Temmer, foi assessor do ministro Carlos Marun para assuntos ligados à questão agrária.
Em janeiro de 2019, foi nomeado para ser assessor de Luiz Antônio Nabhan Garcia, secretário de política fundiária do Ministério da Agricultura (Mapa) e ex-presidente da União Democrática Ruralista (UDR), mas não foi liberado a tempo pela PF e teve sua nomeação cancelada em abril.

### Presidente da Funai
Foi nomeado presidente da Funai em 24 julho de 2019, após a exoneração do general Franklimberg Ribeiro de Freitas por pressão dos ruralistas.
De acordo com Alberto Terena, coordenador executivo da Articulação dos Povos Indígenas do Brasil (Apib), sua gestão foi marcada pelo rompimento de diálogo da Funai com os povos indígenas. De acordo com os Indigenistas Associados (INA), sua gestão foi anti-indígena e anti-indigenista. Durante sua atuação, foi a favor da exploração de minérios em terras indígenas e era próximo de parlamentares da bancada ruralista e da bancada da bala, como Nelson Barbudo (PL-MT). Após o assassinato de Bruno Pereira e Dom Phillips, os servidores da Funai pediram por sua exoneração, mas não foram atendidos pelo Governo Federal.
Ele pediu para abrir diversos inquéritos policiais contra indígenas e indigenistas. Entre as pessoas e organizações atacadas estão Mário Parwe Atroari, o advogado Jonas Carvalho há anos atua como defensor jurídico dos waimiris-atroaris, Sônia Guajajara, a Articulação dos Povos Indígenas do Brasil (Apib),  Almir Suruí e o procurador Ciro de Lopes e Barbuda. Também solicitou o monitoramento do povo paiter suruí por supostamente divulgar dados inverídicos sobre a pandemia de COVID-19.
Em 29 de dezembro de 2022, Marcelo Xavier foi exonerado da presidência da Funai pela Casa Civil da Presidência da República.

## Inquéritos policiais

### Assassinato de Bruno Pereira e Dom Phillips
Após o assassinato de  Bruno Pereira e Dom Phillips, a Funai lançou uma nota afirmando que os dois não tinham permissão para entrar na Terra Indígena Vale do Javari, informação que foi reforçada por Marcelo Xavier em entrevista para a Jovem Pan. Porém a União dos Povos Indígenas do Vale do Javari (Univaja) afirmou que os dois nunca estiveram lá. A afirmação da Funai foi considerada inverídica pela juíza federal Jaiza Maria Pinto Fraxe, que ordenou a retirada da nota por decisão judicial.
Em julho de 2022, foi expulso de evento da Organização das Nações Unidas, acusado por Ricardo Rao, ex-servidor da Funai, de ser miliciano e responsável pelas mortes.
Em 19 de maio de 2023, a Polícia Federal indiciou Marcelo Xavier e Alcir Amaral Teixeira, ex-coordenador de monitoramento territorial da Fundação, por homicídio qualificado e omissão de cadáver com dolo eventual, pelo entendimento que ambos já haviam sido avisados sobre os perigos na região após o assassinato de Maxciel dos Santos e não tomaram providências.

### Corrupção
Marcelo Xavier conversou por telefone com Jussielson Gonçalves Dias, suboficial do corpo de fuzileiros navais da Marinha preso sob suspeita de receber dinheiro para intermediar o arrendamento da terra indígena Marãiwatsédé. No telefonema, Jussielson afirma que é protegido por Marcelo. O caso é investigado pela Operação Res Capta da PF.

## Condecorações
- Ordem do Mérito do Ministério da Justiça (2022)[4]